# ザ・クーガーズ
ザ・クーガーズ（The Cougars ）は、1966年に結成されたグループ・サウンズのバン
ド。1968年10月に、2枚の同時発売シングル「テクテク天国」「あこがれ」でデビュー。1968年夏頃解散。

## メンバー
- 倉光薫（オルガン）ソロ歌手を経て結成、解散後作曲家、ソロ歌手などを兼業[1]
- 出光功（ボーカル）ソロ歌手を経て加入、解散後マネージメント業に転業[2]
- 松本嘉郎（リードギター）
- 林靖男（サイドギター）[3]
- 島田宏昌（ベース）のちビジーフォーのリーダー島田与作、現六本木「ビジーハウス」代表取締役 [4]。
- 土志田正夫（ドラムス）1968年春脱退
- 長瀬実(のち長瀬晴美)（ボーカル）1968年4月頃加入、もとアンクル、のちザ・ブルーインパルス、長瀬晴美＆タイクーン[5]

## 概要
1961年に日本ビクターからデビューしたロカビリー歌手の倉光薫が、1966年10月に結成したエレキギター・バンドのゲーターズ（Gatores）が前身。翌1967年5月に日本クラウンから青春歌謡歌手としてデビューした出光功を加え改名。同年9月26日にジャズ喫茶新宿ACBでステージデビューを経て、10月に日本クラウンからレコードデビューした。
所属事務所のエコー・プロダクションではザ・ジャガーズが所属してミリタリールックで好評を得ていた。
当時は「交通戦争」と呼ばれるほど全国交通事故死者数がワースト・ピークで、政策として交通安全意識の啓発と交通指導誘導員「みどりのおばさん」が増員される状況だった。休日には都心部の道路を車両通行止めにする「歩行者天国」が開始され、楽曲「テクテク天国」はこの道路交通事情と人災が相次いだ社会情勢を反映したユーモア曲として制作された背景がある。その後の「あこがれ」は出光のソロ2作目を兼ねた中途半端な発表となった。
前身のゲーターズがエレキ・インストゥルメンタル・バンドを兼ねて発足したこともあり、「アフロデティ」などでは松本のトレモロ・アームを駆使した印象的なリード・ギターや、土志田のハイハットとシンバルを多用する卓越したロックドラムス奏法を聴くことができる。
首都圏のジャズ喫茶を中心に活動し、音楽テレビ番組や映画などでも活躍していたが、1968年に入りグループサウンズブームの退潮する中、土志田が脱退。5人と臨時サポートメンバーによるシングル「青い太陽」を発売後、長瀬実を加え心機一転を図ったが打開には繋がらず。出光は転職の誘いを貰い、倉光は音楽家としてキャリアアップを望み、同年の秋頃にバンドは活動を停止した。

### 付記
- 同時発売となったシングルで「あこがれb/wこころの恋人」は、「出光功／ザ・クーガーズ」名義。
- 長瀬実はボーカルとして加入（ドラムスは殆ど扱えなかった）、ザ・クーガーズの活動停止後はいくつかの客演を経て同じくエコー・プロダクション所属していた末期のザ・ブルーインパルスに加入した。
- 倉光薫のバックバンド、エレキ・インストロメンタル・バンドとして結成した経緯から非公式に「倉光薫と(ザ・)クーガーズ」と呼称することがある。スコットランド風衣装と演奏する楽曲に関連は無かった。
- ソロ活動再開後の倉光は、1970年穂口雄右らが携わった朝比奈愛子らの企画オムニバス・アルバムに参加、のち「倉光カオル」の別表記で歌手活動と作曲業ではデビル雅美などに楽曲を提供、漫画家はらたいらとは楽曲の共作をきっかけに親交を深めた。はら没後には漫画家さとう有作と祈念の演奏会「はらたいら記念ライブ」や2010年発表The JADEによる、はら作詞の未発表楽曲「くじらのあくび」に携わった。
- 倉光薫は、旧交から岡本和夫(または岡本和雄。もと寺内タケシとブルージーンズ。）達を伴うオールディーズ音楽バンドの「倉光薫とニュークーガーズ」名称を使い分け演奏活動を続けたが2010年11月、癌で死去した。

## ディスコグラフィ

### シングル
1. テクテク天国（詞　水沢圭吾、曲　竹村次郎）／アフロデティ（詞　春名美幸、曲　原田良一）日本クラウンPW-2　1967年10月1日発売
2. あこがれ（詞　なかにし礼、曲　三木たかし）／こころの恋人（詞　なかにし礼、曲 三木たかし）日本クラウンPW-4　1967年10月1日発売　※出光功・ザ・クーガーズ名義
3. 好きなんだ（詞　倉光薫、曲　倉光薫）／Ｊ＆Ａ（詞　水沢圭吾、曲　小杉仁三）日本クラウンPW-10 1968年2月1日発売
4. 青い太陽（詞　水沢圭吾、曲　鏑木創）／可愛い悪魔（詞　水沢圭吾、曲　鏑木創）日本クラウンPW-22　1968年5月1日発売　※NETテレビ連続ドラマ「青い太陽」主題歌(主演・小林幸子、放送期間・1968年4月3日- 1968年9月25日)

## 文献
- 黒沢進「熱狂! GS(グループサウンズ)図鑑：「ザ・クーガーズ」の項目p.106」、徳間書店、1986年。
- 黒沢進ほか「日本ロック紀GS編 コンプリート：「ザ・クーガーズ」の項目p.44」、シンコーミュージック・エンタテイメント、2007年。 2007年9月29日刊行